# Philipp Jakob Cretzschmar
Philipp Jakob Cretzschmar (Sulzbach in het Heilige Roomse Rijk, 11 juni 1786  -  Frankfurt am Main in de Duitse Bond, 4 mei 1845) was een Duitse arts en natuuronderzoeker (vooral dierkundige en anatoom).

## Biografie
Cretzschmar was de zoon van de predikant Otto Cretzschmar en diens vrouw Anna Katharina geboren Eberhardt. Philipp Jakob Cretzschmar studeerde vanaf 1804 natuurlijke historie in Würzburg en later geneeskunde in Halle (Saale). Hij werd door Napoleon geschorst maar keerde in 1807 terug naar Würzburg, waar hij examens deed en kon promoveren. In 1808 werd hij legerarts in het Franse leger en hij nam als zodanig deel aan de slag bij Wagram. Tot 1813 bleef hij als een regimentsarts eerst bij een Frans legeronderdeel en daarna in dienst van het regiment van het Groothertogdom Würzburg dat streed in Spanje.
Daarna werkte hij als chirurg in Wenen en Parijs en weer later had hij een artsenpraktijk in Frankfurt am Main. Aan het Senckenbergischen medizinischen Institut specialiseerde hij zich in de anatomie en zoölogie. Hij trouwde met Katharina Josephina Müller.

## Zijn werk
Hij behoorde, samen met Eduard Rüppell, tot de oprichters van het Senckenbergischen Naturforschenden Gesellschaft (SNG). In 1817 werd hij de directeur van dit instituut en gaf daaraan leiding tot zijn overlijden.
Hij publiceerde onder andere de resultaten van een Afrikaanse expeditie waaraan Rüppell had deelgenomen. Hij redigeerde het vogelkundige gedeelte in Rüppells Atlas zu der Reise im nördlichen Afrika dat in delen verscheen tussen 1826 tot 1828 in Frankfurt. Cretzschmar werd daardoor de soortauteur van 19 niet eerder beschreven vogelsoorten waaronder de Meyers papegaai (Poicephalus meyeri), bruinkeelortolaan (Emberiza caesia), Nubische trap (Neotis nuba) en de maquiszanger (Scotocerca inquieta). Cretzschmars preparaten vormden de basis voor de collectie van het Naturmuseum Senckenberg in Frankfurt.
- Gemeinsame Normdatei: 116726288
- International Standard Name Identifier: 0000 0001 0964 1961
- Library of Congress Control Number: nb2007022830
- Nederlandse Thesaurus van Auteursnamen: 122557530
- Virtual International Authority File: 35215726
- WorldCat: E39PBJgtbhj4fJMpYmxvQxPG73